# 锡盖特堡区
锡盖特堡区（匈牙利語：Szigetvári járás），是匈牙利巴兰尼亚州的一个区，总面积656.76平方公里，总人口25,002人（2011年），人口密度38人/平方公里。行政中心是錫蓋特堡。

## 市镇
锡盖特堡区包含一个城镇和44个村庄。